# Dolnji Križ
Dolnji Križ je naselje u slovenskoj Općini Žužemberku. Dolnji Križ se nalazi u pokrajini Dolenjskoj i statističkoj regiji Jugoistočnoj Sloveniji. 

## Stanovništvo
Prema popisu stanovništva iz 2002. godine naselje je imalo 17 stanovnika.